# Hochstadl
El Hochstadl (1.919 m s. n. m.) es la montaña más alta de los Alpes del Ybbstal y de todos los Alpes de la Baja Austria. Se encuentra en Estiria.
El Hochstadl es la montaña más importante del Kräuterin, grupo montañoso de naturaleza cárstica.
Según la clasificación SOIUSA, Hochstadl pertenece a:
- Gran parte: Alpes orientales
- Gran sector: Alpes del noreste
- Sección: Alpes de la Baja Austria
- Subsección: Alpes del Ybbstal
- Supergrupo: Alpes de Lunz
- Grupo: Kräuterin
- Código: II/B-27.II-B.3